# ای. توری هیگینز
ادوارد توری هیگینز (انگلیسی: Edward Tory Higgins؛ زادهٔ ۱۲ مارس ۱۹۴۶) یک دانشمند، پژوهشگر، نظریه‌پرداز و متخصص برجسته در زمینه روان‌شناسی اجتماعی، روان‌شناسی شخصیت و روان‌شناسی رشد اهل کانادا و استاد روان‌شناسی دانشگاه کلمبیا و مدیر مرکز علوم انگیزشی آن است. وی عضو فرهنگستان هنر و علوم آمریکا است.
وی پژوهش‌های مهمی در زمینه‌های انگیزش، شناخت، قضاوت، تصمیم‌گیری و شناخت اجتماعی دارد و شهرتش به واسطهٔ مطرح نمودن «فرضیهٔ تضاد خویشتن» (یا ناهمخوانی خویشتن) است.